# Geoff Morrell
Geoffrey "Geoff" Morrell es un actor australiano, con numerosas participaciones en cine, teatro y televisión.

## Biografía
Geoff tiene dos hijas mayores de una relación anterior.
Salió con la actriz Tara Morice.
Morrell está casado con la actriz Caroline Brazier quien es doce años menor que él.

## Carrera
En 1986 apareció como invitado en la serie The Bill donde interpretó a Rod en un episodio.
En 1987 se unió al elenco de la miniserie Captain James Cook donde interpretó al cirujano William Perry.
En 1995 se unió a la miniserie Bordertown donde dio vida a Bates.
En 1997 apareció como invitado en la serie Fallen Angels donde interpretó a Jack Landers. Ese mismo año se unió al elenco principal de la serie policíaca Murder Call donde interpretó al científico forense y detective sargento de la policía Lance Fisk hasta el final de la serie en el 2000.
En el 2000 se unió al elenco de la serie Grass Roots donde interpretó a Col Dunkley hasta el 2003.
En el 2003 se unió al elenco de la película Marking Time donde interpretó a Geoff Fleming el padre de Hal Fleming (Abe Forsythe) un joven que se enamora de Randa (Bojana Novakovic) una refugiada afgana que se enfrenta a la deportación junto a su padre.
En el 2004 se unió al elenco principal de la serie policíaca Blue Heelers donde interpretó al sargento de policía Mark Jacobs hasta el 2005.
En el 2008 apareció en la serie Sea Patrol donde interpretó al teniente comandante Jack Freeman.
En el 2010 se unió al elenco de la primera temporada serie Rake donde interpretó a Joe Sandilands, un procurador de Nueva Gales del Sur que se suicida durante el séptimo episodio de la temporada.
En el 2011 se unió al elenco principal de la miniserie Cloudstreet donde interpretó al patriarca de la familia Lamb, Lester Lamb. Ese mismo año apareció en la serie Winners & Losers donde interpretó a Paul Armstrong el padre de Zach Armstrong (Stephen Phillips). 
El 15 de noviembre del mismo año apareció primera vez en la popular serie australiana Home and Away donde interpretó a Geoffrey King, un empresario que está interesado en comprar el restaurante Angelo's sin embargo cuando Brax rechaza su oferta luego de descubrir que Geoffrey usaría el restaurante para sus actividades ilegales Geoffrey lo amenaza, su última aparición fue el 7 de febrero de 2012 luego de que decidiera irse después de que le pagaran la deuda que tenían con él.

## Filmografía[3]

### Series de televisión
| Año             | Título                                    | Personaje            | Notas                                      |
| --------------- | ----------------------------------------- | -------------------- | ------------------------------------------ |
| 2022            | The Lord of the Rings: The Rings of Power | TBA                  |                                            |
| 2017 - presente | Fucking Adelaide                          | Geoff                | miniserie                                  |
| 2016            | Deep Water                                | Don Lustigman        | 2 episodios                                |
| 2016            | The Code                                  | David Banks          | 6 episodios                                |
| 2015 - 2016     | Please Like Me                            | Bruce                | 2 episodios                                |
| 2015            | 8MMM Aboriginal Radio                     | Dave                 | 8 episodios                                |
| 2015            | Catching Milat                            | Spt. Clive Small     | 2 episodios - miniserie                    |
| 2013            | Miss Fisher's Murder Mysteries            | Bob Ryan             | episodio "Death On The Vine"               |
| 2013            | Serangoon Road                            | Sir Philip Tuckworth | episodio # 1.9                             |
| 2011 - 2012     | Home and Away                             | Geoffrey King        | 8 episodios                                |
| 2011            | Winners & Losers                          | Paul Armstrong       | 4 episodios                                |
| 2011            | Cloudstreet                               | Lester Lamb          | 3 episodios - miniserie                    |
| 2011            | Small Time Gangster                       | Les                  | 8 episodios                                |
| 2010            | Rake                                      | Joe Sandilands       | 7 episodios                                |
| 2009            | Packed to the Rafters                     | Tim Connelly         | 3 episodios                                |
| 2009            | Rogue Nation                              | John Macarthur       | 2 episodios                                |
| 2008            | Bed of Roses                              | Tibor Havel          | 4 episodios                                |
| 2008            | Sea Patrol                                | LCDR Jack Freeman    | episodio "A Brilliant Career"              |
| 2006            | All Saints                                | Chris Harrison       | episodio "By Choice or by Chance"          |
| 2004 - 2005     | Blue Heelers                              | Sgt. Mark Jacobs     | 35 episodios                               |
| 2003            | Stingers                                  | Ron Moore            | episodio "A Horse Is a Horse"              |
| 2000 - 2003     | Grass Roots                               | Col Dunkley          | 18 episodios                               |
| 2003            | Farscape                                  | T.R. Holt            | episodio "Terra Firma"                     |
| 2001            | The Secret Life of Us                     | -                    | 2 episodios                                |
| 2001            | Changi                                    | Rowdy                | episodio "Seeing Is Believing" - miniserie |
| 1997 - 2000     | Murder Call                               | Det. Lance Fisk      | 31 episodios                               |
| 1998            | Good Guys Bad Guys                        | Beckett              | episodio "Zen Go the Strings of My Heart"  |
| 1997            | Fallen Angels                             | Jack Landers         | 6 episodios                                |
| 1995            | Bordertown                                | Bates                | 10 episodios - miniserie                   |
| 1994            | Heartbreak High                           | Allan Masters        | episodio # 1.14                            |
| 1993            | G.P.                                      | Neil Gordon          | episodio "Borderline"                      |
| 1991            | The Flying Doctors                        | Dr. Red Waddington   | episodio "Monkey"                          |
| 1989            | Round the Twist                           | Porter               | episodio "The Copy"                        |
| 1987            | Captain James Cook                        | Dr. William Perry    | miniserie                                  |
| 1986            | The Monocled Mutineer                     | Australiano          | 2 episodios                                |
| 1986            | The Bill                                  | Rod                  | episodio "Loan Shark"                      |
| 1985            | Theatre Night                             | Mr. Hopper           | episodio "Lady Windermere's Fan"           |

### Películas
| Año  | Título                   | Personaje            | Notas |
| ---- | ------------------------ | -------------------- | --- |
| 2016 | Red Christmas            | Joe                  | junto a Dee Wallace, Sarah Bishop, David Collins y Janis McGavin                                                 |
| 2014 | Foal                     | Thomas               | corto - junto a Tess Haubrich, Benjamin Hoetjes y Lola Bennett                                                   |
| 2014 | The Mule                 | John O'Hara          | junto a Hugo Weaving, Angus Sampson, Leigh Whannell, Ewen Leslie y Georgina Haig                                 |
| 2013 | Shelter                  | Ezra                 | corto - junto a Yolanda Ramke                                                                                    |
| 2013 | Novr                     | Sargento             | corto - junto a Warwick Young, Alan Dukes, Dean Kyrwood y Richard Carwin                                         |
| 2012 | Dripping in Chocolate    | Stuart Verger        | junto a David Wenham, Louise Lombard, Richard Brancatisano, Caroline Brazier y Chelsie Preston Crayford          |
| 2012 | Census                   | Bernie               | corto - junto a Bruce Spence, Guy Edmonds y Jessica Tovey                                                        |
| 2011 | Ragtime                  | Derrick              | corto - junto a John Waters, Bridie Carter, Daniel Henshall y Leanne Curran                                      |
| 2010 | Oranges and Sunshine     | Walter               | junto a Emily Watson, David Wenham, Richard Dillane, Alastair Cumming y Hugo Weaving                             |
| 2010 | Not Available            | Remington            | junto a David Eastgate, Brooke Harman, Andrew Ryan, Edwina Roberts y Candice Storey                              |
| 2009 | Coffin Rock              | George               | junto a Robert Taylor, Lisa Chappell, Sam Parsonson y Terry Camilleri                                            |
| 2008 | The View from Greenhaven | Theodore             | junto a Chris Haywood, Wendy Hughes, Susan Prior, Russell Dykstra y Steve Bisley                                 |
| 2008 | Emerald Falls            | Jack Donnelly        | junto a Vince Colosimo, Catherine McClements, Andrew McFarlane, Rhys Muldoon y Steve Peacocke                    |
| 2008 | Ten Empty                | Ross                 | junto a Jack Thompson, Brendan Cowell, Andy McPhee y Tom Budge                                                   |
| 2007 | Rogue                    | Allen                | junto a Michael Vartan, Radha Mitchell, Sam Worthington, Stephen Curry, John Jarratt y Mia Wasikowska            |
| 2007 | Bastard Boys             | Chris Corrigan       | junto a Colin Friels, Rhys Muldoon, Anthony Hayes, Dan Wyllie, Dennis Coard y Justine Clarke                     |
| 2007 | Curtin                   | Ben Chifley          | junto a William McInnes, Noni Hazlehurst, Asher Keddie, Dan Wyllie, Bille Brown, William Zappa y Roz Hammond     |
| 2007 | Lucky Miles              | Peter Coade (grande) | junto a Hamish Michael, Kenneth Moraleda, Dan Wyllie, Don Hany, Deborah Mailman y Rodney Afif                    |
| 2005 | Second Chance            | -                    | junto a Ben Mendelsohn, Alyssa McClelland, Tara Morice, Rhys Muldoon, Genevieve O'Reilly y Jonny Pasvolsky       |
| 2004 | Go Big                   | Ian Patterson        | junto a Justine Clarke, Alex Dimitriades, Sacha Horler, Felix Williamson y Tony Barry                            |
| 2004 | Right Here Right Now     | Paul                 | junto a Matthew Newton, Toby Schmitz, Ewen Leslie, Brooke Satchwell, Genevieve O'Reilly y Pia Miranda            |
| 2003 | Marking Time             | Geoff Fleming        | junto a Abe Forsythe, Bojana Novakovic, Matthew Le Nevez, Abbie Cornish y Gyton Grantley                         |
| 2003 | Ned Kelly                | Robert Scott         | junto a Heath Ledger, Orlando Bloom, Naomi Watts, Geoffrey Rush y Nicholas Bell                                  |
| 2001 | My Husband My Killer     | Bob Richardson       | junto a Colin Friels, Chris Haywood, Craig McLachlan, Tara Morice, Linda Cropper, Bridie Carter y Richard Carter |
| 2000 | Looking for Alibrandi    | Mr. Barton           | junto a Greta Scacchi, Anthony LaPaglia, Pia Miranda, Kick Gurry, Matthew Newton y Leeanna Walsman               |
| 1998 | Never Tell Me Never      | Especialista         | junto a Claudia Karvan, Michael Caton, John Howard, Robert Mammone, Joel Edgerton y Justine Clarke               |
| 1997 | Oscar and Lucinda        | Charley Fig          | junto a Ralph Fiennes, Cate Blanchett, Tom Wilkinson, Richard Roxburgh, Barnaby Kay, Barry Otto y Geoffrey Rush  |
| 1997 | Blackrock                | Stewart Ackland      | junto a Laurence Breuls, Chris Haywood, Justine Clarke, Essie Davis, Bojana Novakovic y John Howard              |
| 1996 | Mr. Reliable             | Sargento Campbell    | junto a Colin Friels, Jacqueline McKenzie, Barry Otto, Elaine Cusick, Susie Porter y John Batchelor              |
| 1995 | Blue Murder              | Les Knox             | junto a Richard Roxburgh, Steve Bastoni, Peter Phelps, Marcus Graham, Alex Dimitriades y Gary Sweet              |
| 1994 | No Worries               | Ben Bell             | junto a Christopher Aliendi, Bob Baines, Ray Barrett y Ashley Bindon                                             |
| 1992 | The Girl Who Came Late   | Brad Hislop          | junto a Miranda Otto, Martin Kemp, Gia Carides y Bruce Venables                                                  |
| 1991 | Strangers                | Frank                | junto a James Healey, Anne Looby, Melissa Docker y Tim Robertson                                                 |

### Apariciones
| Año  | Título                    | Notas       |
| ---- | ------------------------- | ----------- |
| 2012 | 2011 Samsung AACTA Awards | presentador |

### Teatro
| Año  | Obra                        | Personaje         | Director (a)     | Teatro                | Notas                                                                       |
| ---- | --------------------------- | ----------------- | ---------------- | --------------------- | --------------------------------------------------------------------------- |
| 2012 | Australia Day               | Brian             | Richard Cottrell | -                     | junto a Valerie Bader, Kaeng Chan, Peter Kowitz y Alison Whyte              |
| 2009 | God of Carnage              | Michel Vallon     | Peter Evans      | -                     | junto a Natasha Herbert, Pamela Rabe y Hugo Weaving                         |
| 2009 | Ruben Guthrie               | Padre             | Wayne Blair      | Belvoir St. Theatre   | junto a Roy Billing, Megan Drury, Adrienne Pickering y Toby Schmitz         |
| 2005 | Love Letters                | -                 | John Clark       | Parade Theatre        | junto a Noni Hazlehurst, Andrew McFarlane, Peter Phelps y Shane Bourne      |
| 2004 | Blithe Spirit               | Charles Condomine | Roger Hodgman    | Drama Theatre         | junto a Merridy Eastman, Miriam Margolyes y Pamela Rabe                     |
| 2002 | Man of La Mancha            | Duke              | Susan Schulman   | Capitol Theatre       | junto a Peter Carroll, Josef Brown y David Whitney                          |
| 2000 | A Cheery Soul               | Mr Wakeman        | Neil Armfield    | Drama Theatre         | junto a Vanessa Downing, Chris Haywood, Kris McQuade y Rohan Nichol         |
| 2000 | Life After George           | George            | Marion Potts     | -                     | junto a Nadine Garner, Sacha Horler, Melissa Jaffer y Robyn Nevin           |
| 2000 | A Month In The Country      | Arkady            | Lindy Davies     | Drama Theatre         | junto a Angie Milliken, Linda Cropper, Anna Volska y William Zappa          |
| 1996 | Speaking in Tongues         | Pete/John/        | Ros Horin        | Griffin Theatre       | junto a Elaine Hudson, Marshall Napier y Glenda Linscott                    |
| 1996 | Pentecost                   | -                 | Rodney Fisher    | Wharf Theatre         | junto a Andrew Crabbe, Helen Dallimore y Anthony Johnson                    |
| 1995 | The Malevolence             | -                 | Patrick Nolan    | Belvoir St. Theatre   | junto a Tracy Mann, Celia Ireland y Sam Wilcox                              |
| 1994 | Oleanna                     | John              | Michael Gow      | Alexander Theatre     | junto a Elizabeth Maywald                                                   |
| 1994 | A Cheery Soul               | Mr Wakeman        | Neil Armfield    | Her Majesty's Theatre | junto a Justine Anderson, Paul Bishop, Max Cullen y Anthony Phelan          |
| 1994 | Short Circuits              | -                 | Melissa Bruce    | -                     | junto a Tyler Coppin, Sacha Horler y David James                            |
| 1993 | Scenes from an Execution    | Carpeta           | Lyndi Davies     | Belvoir St. Theatre   | junto a Lucy Bell, Glenda Linscott, Rhys McConnochie y William Zappa        |
| 1992 | Time and the Room           | Olaf              | Michael Gow      | Wharf Theatre         | junto a Robyn Arthur, Paul Goddard y Miranda Otto                           |
| 1991 | Racing Demon                | Rev. Tony Ferris  | Rodney Fisher    | Wharf Theatre         | junto a Lynette Curran, Russell Kiefel y Bruce Myles                        |
| 1990 | Hot Fudge and Icecream      | Hitcher           | Jules Wright     | Wharf Theatre         | junto a Lynette Curran, Rosemary Harris y Barry Otto                        |
| 1990 | The Tempest                 | Sebastian         | Neil Armfield    | Belvoir St. Theatre   | junto a John Bell, Max Cullen, David Field, Russell Kiefel y Angie Milliken |
| 1990 | Other Times                 | Roo               | Brent McGregor   | -                     | junto a Gillian Hyde, Sian Newby y Barry Shepherd                           |
| 1989 | Hedda Gabler                | Tesman            | Rodney Fisher    | -                     | junto a Melita Jurisic, Robyn Nevin y Barbara West                          |
| 1989 | Top Silk                    | Trevor Fredericks | Graeme Blundell  | Athenaeum Theatre     | junto a Tina Bursill, Alan Fletcher, Vince Martin y Leo Wockner             |
| 1988 | Big and Little              | -                 | Harald Clemen    | Drama Theatre         | junto a Jeanette Cronin, Drew Forsythe, Gillian Jones y Robyn Nevin         |
| 1988 | King Lear                   | Edgar             | Gale Edwards     | -                     | junto a Ron Graham, John Howard, Deborah Kennedy y Geoffrey Rush            |
| 1987 | The Department              | John              | Rodney Fisher    | York Theatre          | junto a Max Gillies, Ron Graham, Tracy Mann y Paul Williams                 |
| 1987 | Blood Relations             | Dash              | Jim Sharman      | Drama Theatre         | junto a Deborah Kennedy, Maggie Kirkpatrick y John Wood                     |
| 1987 | Tom and Viv                 | Hermano           | Aubrey Mellor    | Wharf Theatre         | junto a Ruth Cracknell, Robyn Nevin y Barry Otto                            |
| 1986 | Don't Pay! Don't Pay!       | Giovanni          | Ian Watson       | Hunter Theatre        | junto a Justin Collins, Genevieve Lemon y Gary MacLean                      |
| 1986 | Away                        | Harry             | Peter Kingston   | Stables Theatre       | junto a Vanessa Downing, David Lynch y Andrea Moor                          |
| 1983 | On Our Selection            | Dave              | Peter Duncan     | -                     | junto a Harold Baigent y Faye Montgomery                                    |
| 1983 | Might as Well Talk...       | -                 | Des Davis        | Wollongong Theatre    | junto a Paul Hunt, Faye Montgomery y Katherine Thomson                      |
| 1983 | What the Butler Saw         | -                 | Des Davis        | Wollongong Theatre    | junto a Michael Coe, David Robbins y Katherine Thomson                      |
| 1982 | We Can't Pay? We Won't Pay! | Oficial           | Des Davis        | Wollongong Theatre    | junto a Faye Montgomery, Gordon Streek y Katherine Thomson                  |
| 1982 | Digger's Darling            | Evo               | Des Davis        | Bridge Theatre        | junto a Paul Hunt, Gordon Streek y Val Whittaker                            |
| 1982 | The Glass Menagerie         | Hombre            | Des Davis        | Bridge Theatre        | junto a Paul Hunt y Katherine Thomson                                       |
| 1981 | Travelling North            | Freddy            | Gordon Streek    | Bridge Theatre        | junto a Brian Blain, Faye Montgomery y Kent Wilson                          |
| 1980 | The Con Man                 | -                 | Des Davis        | Bridge Theatre        | junto a John Clayton, Faye Montgomery y John Warnock                        |
| 1979 | The Common Room             | -                 | Allan Curtis     | -                     | junto a Narelle Brown, Lynn Longhurst y Lindsay Nicol                       |

## Premios y nominaciones
| Año  | Categoría                                                                   | Premio             | Serie/Película | Resultado |
| ---- | --------------------------------------------------------------------------- | ------------------ | -------------- | --------- |
| 2012 | Most Outstanding Actor                                                      | Silver Logie Award | Cloudstreet    | Nominado  |
| 2012 | Most Outstanding Performance by an Actor - Male                             | ASTRA Award        | Cloudstreet    | Nominado  |
| 2004 | Best Actor in a Leading Role in a Television Drama or Comedy                | AFI Award          | Marking Time   | Nominado  |
| 2003 | Best Actor in a Leading Role in a Television Drama or Comedy                | AFI Award          | Grass Roots    | Nominado  |
| 2002 | Most Outstanding Actor                                                      | Silver Logie Award | Changi         | Nominado  |
| 2001 | Best Actor in a Telefeature or Mini-Series                                  | AFI Award          | Changi         | Nominado  |
| 2001 | Most Outstanding Actor in a Series                                          | Silver Logie Award | Grass Roots    | Nominado  |
| 2000 | Best Performance by an Actor in a Leading Role in a Television Drama Series | AFI Award          | Grass Roots    | Ganó      |
| 2000 | Best Performance by an Actor in a Leading Role in a Television Drama Series | AFI Award          | Grass Roots    | Nominado  |